# Британско-филиппинские отношения
Британско-филиппинские отношения — двусторонние дипломатические отношения между Великобританией и Филиппинами. 

## История
Филиппины и Великобритания имеют долгую историю взаимоотношений: в 1579 году произошла высадка сэра Френсиса Дрейка в Минданао после почти трёхлетнего плавания на Золотой лани. Экономические взаимоотношения были определяющими на протяжении нескольких веков, на Филиппинах было присутствие Ост-Индской и других британских компаний, которые занимались строительством транспортной инфраструктуры на Филиппинах. Во время Второй мировой войны страны сражались на одной стороне. В 1986 году началась новая веха в англо-филиппинских отношениях, после визита в Манилу членов британского парламентского комитета в знак поддержки избранного президента Корасона Акино. В 1988 году был осуществлен визит министра иностранных дел Великобритании Джеффри Хау на Филиппины с целью обозначить новые направления для сотрудничества между странами.
Бывшие президенты Филиппин Фидель Рамос и Глория Макапагал-Арройо совершали официальные визиты в Соединённое Королевство. С британской стороны Филиппины посещали члены королевской семьи (принц Уэльский и герцог Йоркский) и министры правительства. За последнее десятилетие отношения между странами неуклонно развиваются, со стороны Великобритании увеличен объём оказываемой экономической помощи Филиппинам. Великобритания является крупнейшим европейским инвестором в филиппинскую экономику, 120 тысяч британских туристов посещает Филиппины ежегодно. В 2016 году на Филиппинах постоянно проживало около 17000 граждан Великобритании, а в Великобритании проживало 250000 филиппинцев.

## Экономические отношения
В 2013 году Великобритания экспортировала товаров на Филиппины общей стоимостью 510 миллионов фунтов стерлингов. В 2014 году товарооборот между странами составил сумму 1,2 млрд. долларов США, из них экспорт Великобритании на Филиппины составил 601,2 долларов США. В первой половине 2015 года экспорт товаров из Великобритании на Филиппины вырос на 44 % по сравнению с предыдущем годом. Экспортные товары из Великобритании на Филиппины: электронное оборудование, ядерные реакторы, котлы, оборудование, фармацевтические продукты, самолеты, транспортные средства, трамваи, изделия из железа и стали, оптические приборы, фотоаппараты, медицинские препараты, эфирные масла, парфюмерия, косметика, органические химикаты, пластмасса и изделия из неё. Инвестиции на Филиппины нидерландско-британской нефтегазовой компании Royal Dutch Shell оцениваются в 5 миллиардов долларов США.